# Marco de Jaurú

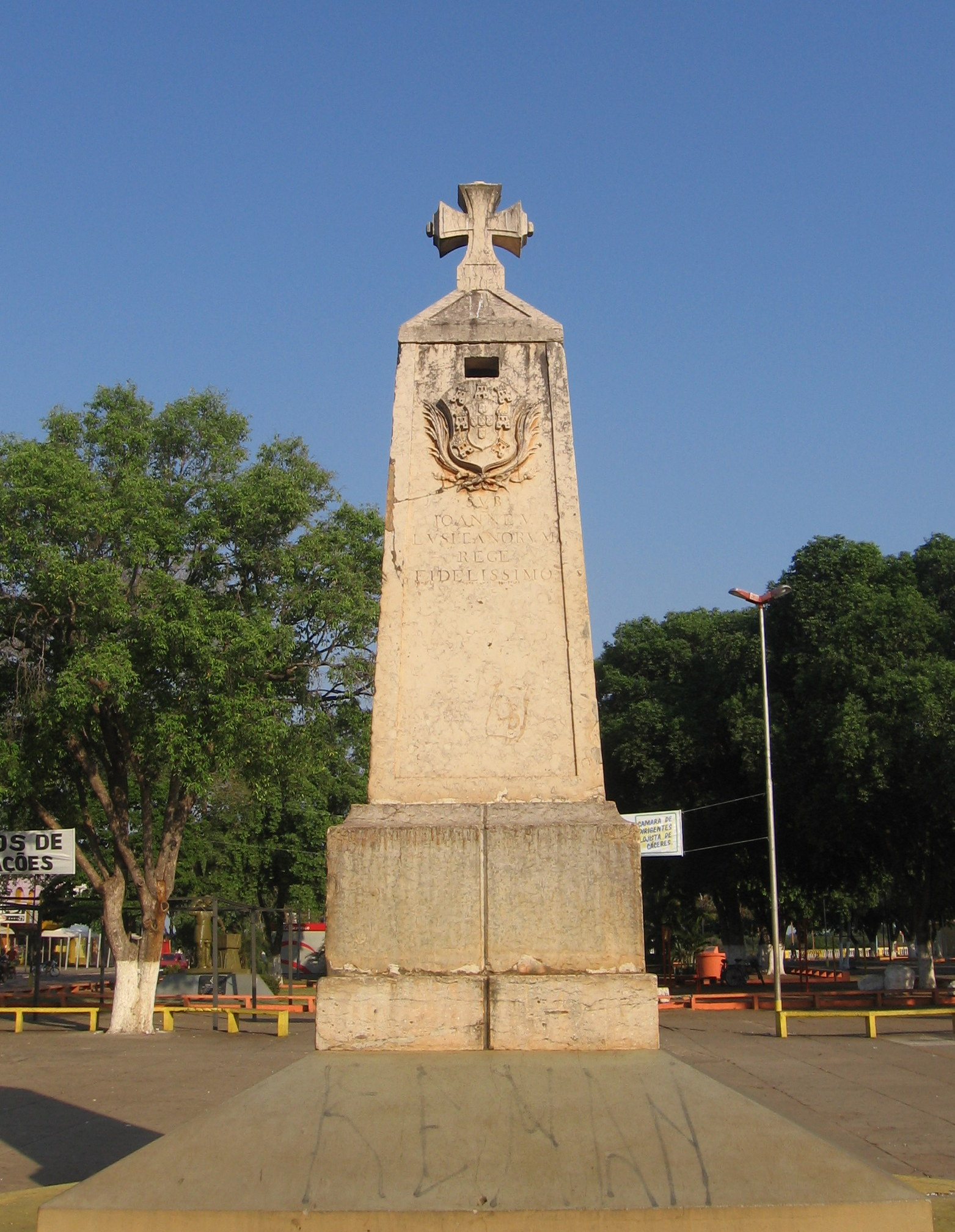
Marco de Jaurú en la actualidad

El marco de Jaurú es un monumento histórico, ubicado en el municipio de Cáceres, en Mato Grosso.

## Historia
Fue hecho en Lisboa y está compuesto por piedra caliza, el hito fue traído desmontado a Brasil, siendo montado y plantado fuera del río Jauru el 18 de enero de 1754 por el primer gobernador y capitán general de la provincia de Mato Grosso, Don Antonio Rolim de Moura Tavares.
La pieza arquitectónica, se secciona en dos partes, Portugal y España, se construyó con el fin de delimitar la frontera territorial establecida por el Tratado de Madrid, entre los dominios españoles y portugueses en América del Sur, y marcó el final de las disputas territoriales entre dos países en América.
El 2 de febrero de 1883, por la iniciativa del entonces Teniente Coronel Antonio María Coelho, el marco fue llevado al Largo da Matriz, hoy Plaza Barão do Rio Branco, frente a la Catedral de San Luis, en Cáceres.
El marco del Jauru es conocido como el símbolo de la soberanía brasileña en la frontera oeste. Es justamente de esa región que viene la mayor parte del 6º contingente del batallón del Ejército Brasileño presente en la Misión de las Naciones Unidas para la estabilización en Haití, apodado "Fuerza Jaurú", en homenaje al marco.